# Charango
|  | Aquest article tracta sobre l'instrument musical. Si cerqueu el grup de música català, vegeu «Txarango». |

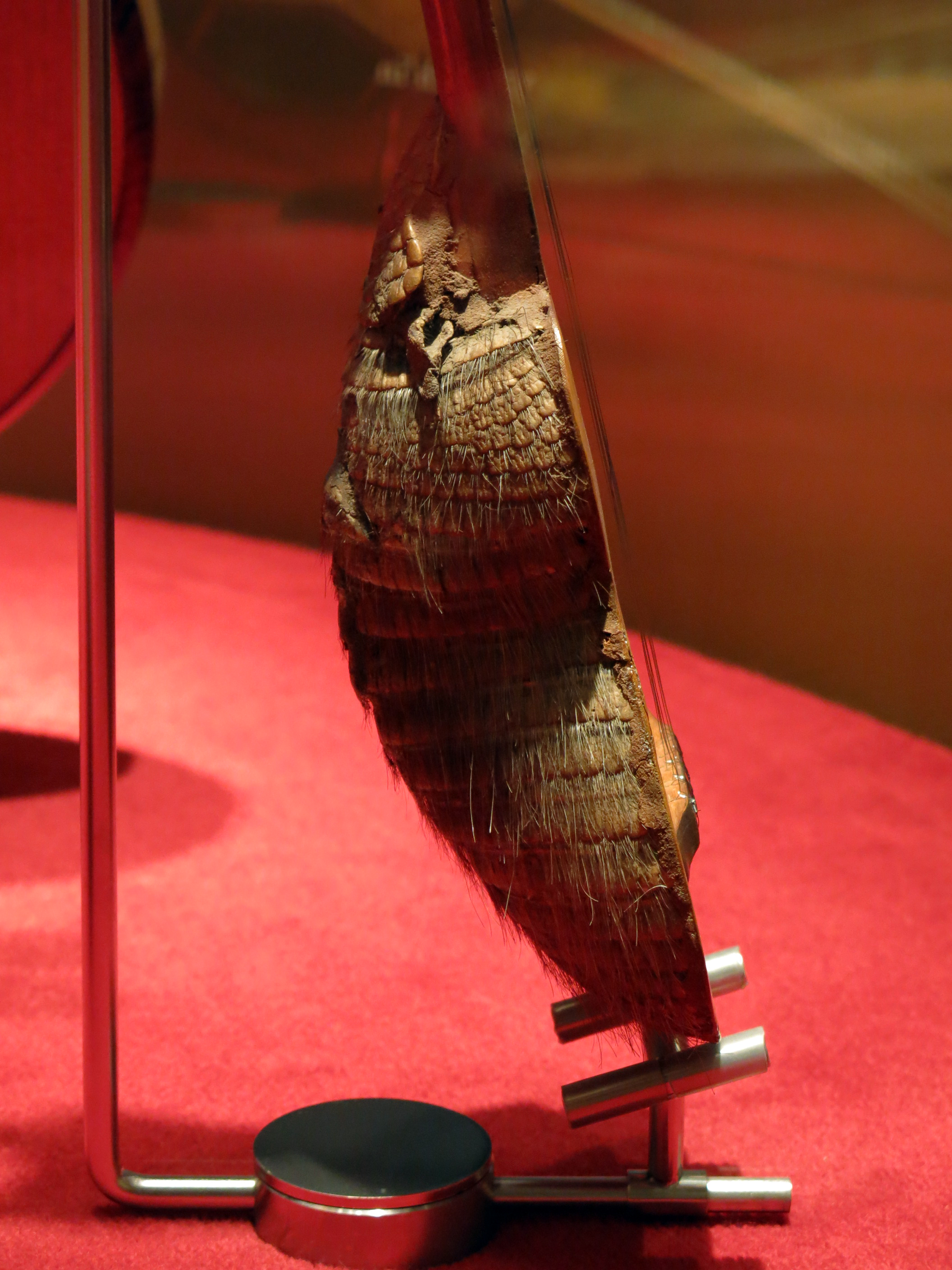
Charango fet d'armadillo, al Museu de la Música de Barcelona

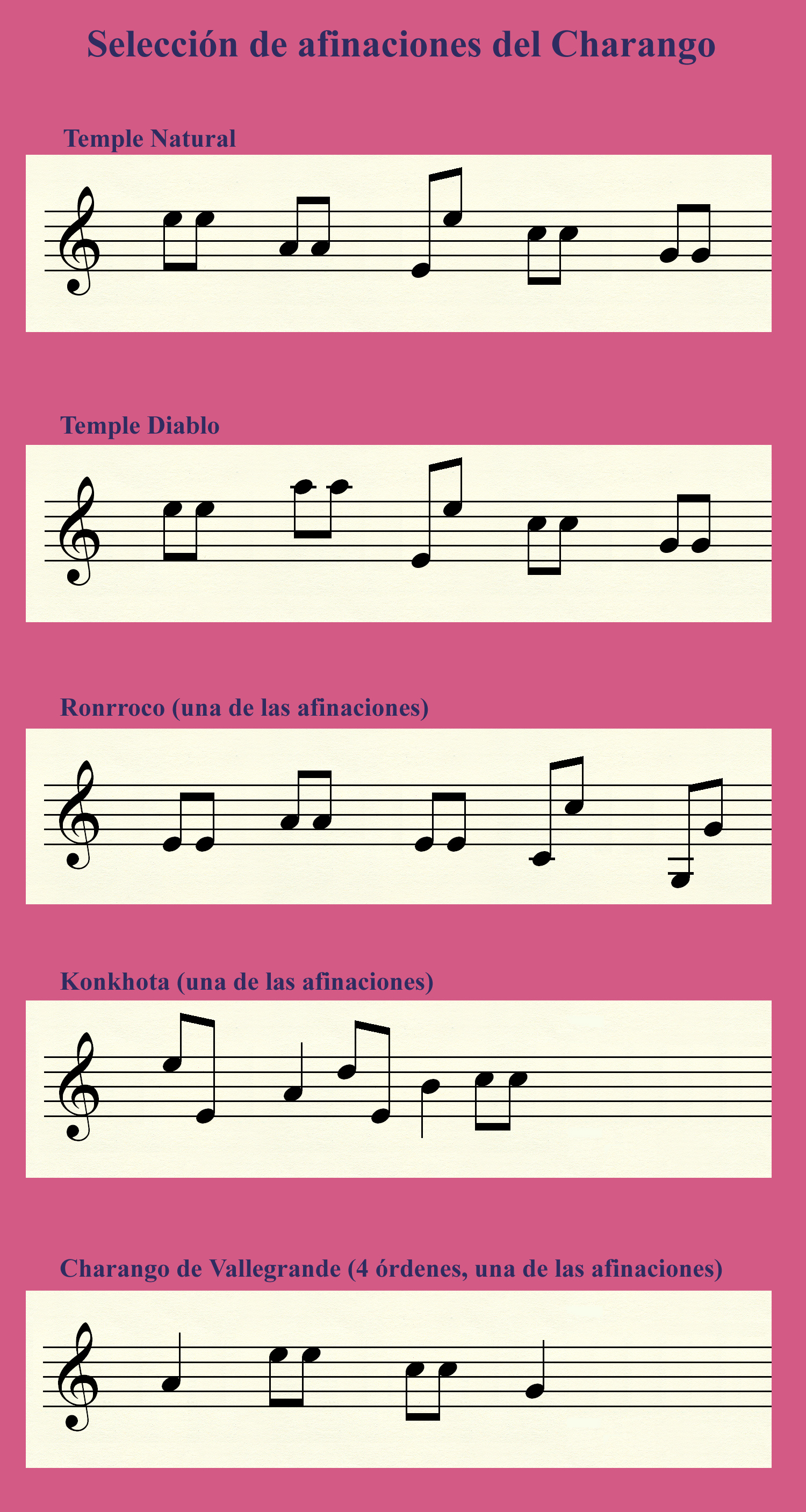
Diferents afinacions de l'instrument.

El charango és un instrument musical de corda pinçada, semblant a una guitarra petita. En la classificació d'instruments musicals Hornbostel-Sachs, és un cordòfon compost de tipus llaüt amb mànec i caixa de ressonància en forma de bol (grup 321.321).
Té cinc parells de cordes, encara que hi ha variacions amb més cordes, però sempre en cinc jocs. La caixa acústica és tradicionalment feta amb la closca d'un armadillo), o bé amb un tros de fusta buidada seguint la seva forma. Les grandàries més habituals són tres: el walaycho (50 cm), el charango (60 cm), i el ronroco (75 cm). Altres grandàries existeixen com variacions regionals, o per a experiments acústics d'alguns intèrprets (charanguistes), o d'ebenistes (charangueros). Una d'aquestes variants és el Chillador, que s'estén per la zona sud dels Andes.
Els seus orígens es remunten al segle xviii a Potosí, (Bolívia), com una adaptació indígena de la vihuela espanyola, des d'on es va estendre a la resta d'Amèrica del Sud i el món. A Bolívia, els artesans del charango van desenvolupar un important nombre de dissenys, que van des d'una esvelta forma de 8 fins als models estilitzats i angulars, i fins i tot han desenvolupat models semblants a la guitarra elèctrica.
El charango té una trajectòria centenària a Bolívia i el Perú, i té una presència important en la música de l'Argentina, Xile i l'Equador. En temps antics, el charango es tocava només en formacions de folklore andí bolivià, però la popularitat de l'instrument ha fet que s'hagi anat incorporant a formes musicals llatinoamericanes i fins i tot europees. Actualment, és vigent a les regions altiplàniques de la serralada dels Andes a Amèrica del Sud.

## Exponents del charango[calcitació]
Llista d'importants mestres de charango: 
- Mauro Núñez
- Gerardo Pareja
- Alejandro Cámara
- Ernesto Cavour
- Eddy Navía
- Celestino Campos
- William Ernesto Centellas
- Donato Espinoza
- Florencio Oros
- Fernando Torrico
- Jaime Torres
- Jaime Guardia
- Héctor Soto
- Freddy Torrealba